# Maximiliano Meza
Maximiliano Eduardo Meza (Caá Catí, 1992. január 15. –) argentin válogatott labdarúgó, 2019-től a mexikói Monterrey
játékosa.

## Pályafutása

### Klubcsapatban
A Gimnasia La Plataban kezdte felnőtt pályafutását, az első csapatban a 2012-ben mutatkozott be. 2016-ban az Independientebe igazolt, melynek tagjaként 2017-ben megnyerte a Copa Sudamericanat. 

### A válogatottban
Az argentin válogatottban 2018. március 27-én mutatkozott be egy Spanyolország elleni barátságos mérkőzésen. Nevezték a 2018-as világbajnokságon részt vevő válogatott 23-as keretébe.

## Sikerei, díjai
Independiente
- Copa Sudamericana (1): 2017

CF Monterrey
- CONCACAF-bajnokok ligája (1): 2019

## Külső hivatkozások
- Maximiliano Meza adatlapja a National-Football-Teams.com oldalon (angolul)

- Maximiliano Meza (francia nyelven). scoresway.com. [2018. május 29-i dátummal az eredetiből archiválva]. (Hozzáférés: 2018. május 28.)
- Maximiliano Meza (angol nyelven). soccerway.com